# InterViews
InterViews est une bibliothèque graphique pour X Window System écrite en C++ par Mark Linton et son équipe à l'université Stanford puis à Silicon Graphics. Elle était disponible sur pratiquement tous les systèmes Unix utilisant X Window System.  La dernière version comportant des modifications importantes  était InterViews 3.1 en 1993.  La version 3.2a corrigeait quelques bogues et comprenait des modifications spécifiques de certains systèmes. InterViews a inspiré le projet Fresco. 

## Applications utilisant InterViews
- doc : un traitement de texte ;
- idraw : un logiciel de dessin technique comparable à XFig ou Tgif ;
- ivmaps : un logiciel de cartographie ;
- mixview : un logiciel d'échantillonnage de signaux sonores.